# Aberto de Tênis de Santa Catarina 2023
L'Aberto de Tênis de Santa Catarina 2023, noto anche come Engie Open de Tênis, è stato un torneo maschile di tennis giocato sulla terra rossa. È stata la 9ª edizione del torneo, facente parte della categoria Challenger 75 nell'ambito dell'ATP Challenger Tour 2023. Si è giocato al Lagoa Iate Clube di Florianópolis, in Brasile, dal 17 al 23 aprile 2023.

## Partecipanti

### Teste di serie
| Nazionalità | Giocatore                  | Ranking* | Testa di serie |
| ----------- | -------------------------- | -------- | -------------- |
| Cile        | Marcelo Tomás Barrios Vera | 145      | 1              |
| Cile        | Alejandro Tabilo           | 161      | 2              |
| Italia      | Luciano Darderi            | 181      | 3              |
| Argentina   | Andrea Collarini           | 194      | 4              |
| Argentina   | Genaro Alberto Olivieri    | 223      | 5              |
| Brasile     | Thiago Seyboth Wild        | 230      | 6              |
| Italia      | Alessandro Giannessi       | 252      | 7              |
| Argentina   | Francisco Comesaña         | 255      | 8              |

* Ranking al 10 aprile 2023.

### Altri partecipanti
I seguenti giocatori hanno ricevuto una wild card per il tabellone principale:
- Gustavo Ribeiro de Almeida
- João Fonseca
- Pedro Rodrigues

I seguenti giocatori sono passati dalle qualificazioni:
- Wilson Leite
- Guido Iván Justo
- Pedro Sakamoto
- Ignacio Carou
- Orlando Luz
- Arklon Huertas del Pino

## Punti e montepremi
| Torneo    | Torneo              | V      | F     | SF    | QF    | 2T    | 1T  | Q | Q2  | Q1  |
| Singolare | Punti               | 75     | 50    | 30    | 16    | 7     | 0   | 4 | 2   | 0   |
| Singolare | Premi in denaro ($) | 10,840 | 6,355 | 3,780 | 2,200 | 1,300 | 780 | – | 390 | 200 |
| Doppio    | Punti               | 75     | 50    | 30    | 16    | –     | 0   | – | –   | –   |
| Doppio    | Premi in denaro ($) | 4,645  | 2,700 | 1,630 | 965   | –     | 545 | – | –   | –   |

## Campioni

### Singolare
Marcelo Tomás Barrios Vera ha sconfitto in finale  Alejandro Tabilo con il punteggio di 6–4, 6–4.

### Doppio
Pedro Boscardin Dias /  Gustavo Heide hanno sconfitto in finale  Christian Oliveira /  Pedro Sakamoto con il punteggio di 6–2, 7–5.